# Lebogang Ditsele
Lebogang Ditsele (ur. 20 kwietnia 1996 w Ramotswie) – botswański piłkarz grający na pozycji środkowego pomocnika. Od 2021 jest zawodnikiem klubu Gaborone United.

## Kariera klubowa
Ditsele jest wychowankiem klubu Township Rollers. W sezonie 2012/2013 zadebiutował w nim w pierwszej lidze botswańskiej. W 2013 roku przeszedł do Jwaneng Comets. W sezonie 2014/2015 grał w Letlapeng SC, a w sezonie 2015/2016 w Gilport Lions FC. W latach 2016–2018 grał w południowoafrykańskim Highlands Park FC. W latach 2018–2021 ponownie był zawodnikiem Jwaneng Galaxy, z którym w sezonie 2019/2020 został mistrzem Botswany. W 2021 przeszedł do Gaborone United. W sezonie 2021/2022 został z nim mistrzem kraju.

## Kariera reprezentacyjna
W reprezentacji Botswany Ditsele zadebiutował 18 maja 2014 roku w zremisowanym 0:0 meczu kwalifikacji do Pucharu Narodów Afryki 2015 z Burundi, rozegranym w Bużumburze.